# Doral
Doral è un comune degli Stati Uniti d'America situato nella parte centrale della Contea di Miami-Dade dello Stato della Florida.
Secondo le stime al 2015, la città ha una popolazione di 56.035 abitanti su una superficie di 35,30 km².